# Estación de Orizaba
Orizaba fue una estación de trenes que se encuentra en Orizaba, Veracruz.

## Historia
La estación perteneció a la línea del antiguo Ferrocarril Mexicano. La primera concesión para la construcción de esta línea fue otorgada en 1837, dicha concesión fue cancelada pero posteriormente, en medio de conflictos bélicos internos y externos, la línea fue concluida y puesta en servicio el 1 de enero de 1873. En Orizaba se localiza una de las principales estaciones del antiguo Ferrocarril Mexicano, abierta al tráfico de trenes de carga y de pasajeros el 5 de septiembre de 1872. Se dice que esta estación fue escenario de importantes sucesos durante la Revolución Mexicana.